# Педро Сойло Тельес-Хирон и Гусман, 8-й герцог Осуна
Педро Сойло Тельес-Хирон-и-Перес де Гусман (исп. Pedro Zoilo Téllez-Girón y Pérez de Guzmán; 27 июня 1728, Мадрид — 1 апреля 1787, Мадрид) — испанский аристократ и военный и дипломат, носивший титул 8-го герцога Осуна (1733—1787).

## Биография
Он родился в Мадриде 27 июня 1728 года во дворце своей семьи на улице Леганитос и был крещен двумя днями позже в приходской и монастырской церкви Сан-Мартин Бернардо Табоада, главным приором и президентом указанного прихода Франсиско Зазо, капеллана дома Осуна. Единственный сын Хосе Марии Тельес-Хирон-и-Бенавидеса, 7-го герцога Осуна (1685—1733), и его жены Франсиски Бибианы Перес де Гусман Эль-Буэно (дочери Мануэля Аонсо Клароса Эль-Буэно Переса де Гусмана, 12-го герцога Медина-Сидония, и Луизы Марии де Сильвы и Аро). Его отец умер, не дожив до 5 лет, поэтому он остался под опекой и попечительством матери.
18 марта 1733 года после смерти своего отца Педро Сойло Тельес-Хирон Перес де Гусман унаследовал титулы 8-го герцога Осуна, 2-го маркиза Пеньяфьель, 12-го графа Уреньи и сеньора Морон-де-ла-Фронтера, Арчидона, Арааль, Ольвера, Ортехикар, Касалья-де-ла-Сьерра, Тьедра, Гумьель-де-Исан и Брионес, а также наследственные посты главного нотариуса и главного камареро Кастилии.
С 24 января 1736 года он начал служить кадетом в Королевской испанской пехотной гвардии, пока не стал ее полковником и генеральным директором. 8 января 1745 года он был произведен в прапорщики того же корпуса, 12 апреля 1745 года был назначен вторым лейтенантом, 26 апреля 1747 года — старшим лейтенантом, 18 декабря 1748 года — капитаном стрелков и, наконец, бригадным генералом королевской армии. 13 июля 1760 года в качестве бригадного генерала и капитана испанских гурадиев он участвовал в осаде Алмейды и в рейде на Брагансу, во время Португальской войны, и за эти и другие заслуги был 3 апреля 1763 года возведен в чин фельдмаршала. 31 мая 1765 года он был назначен капитаном Королевской гвардейской роты алебардистов и занимал эту должность почти пять лет, а также заседал в Военном совете. С 31 мая 1747 года, во время правления Фердинанда VI, он был дворянином королевской палаты, продолжая занимать этот пост после его смерти и служить его брату и преемнику.
В 1764 году король Испании Карлос III назначил его своим чрезвычайным послом при венском дворе с миссией завершить свадьбу инфанты Марии Луизы с эрцгерцогом Леопольдом. Затем ему было приказано поздравить императора Иосифа от имени короля Испании с его новым достоинством как короля Римского. В 1771 году он получил цепь Ордена Карлоса III, основанного в том же году. Королевским указом от 23 апреля 1780 года монарх наградил его цепью ордена Золотого руна и возложил её на него на церемонии, состоявшейся в Королевском дворце Мадрида 13 июля 1780 года, где он был его крестным отцом герцог Уседа.
Он умер в своем дворце в Мадриде в воскресенье, 1 апреля 1787 года, в возрасте 58 лет. Накануне, 26 марта, он выписал доверенность на свою жену у нотариуса Вентура Элипе, перед которым в тот же день он также составил завещание. Его тело было перенесено 2 апреля в часовню Богоматери Одиночества монастыря Сан-Франсиско-де-Паула в Севилье, где его торжественные похороны были проведены за счет офицеров гвардии, которые имели его в качестве полковник. Позднее он будет похоронен в пантеоне герцогского дома в церкви Гроба Господня в Осуне, рядом с его матерью.

## Брак и потомство
Герцог Осуна женился 28 февраля 1753 года на своей родственнице Марии Висенте де ла Портерия Пачеко Тельес-Хирон, младшей дочери Франсиско Хавьера Хуана Пачеко Тельес-Хирон, 6-го герцога Уседа (1704—1750), и его жены Марии Лусии Доминги де Консепсьон Тельес-Хирон-и-Фернандес де Веласко, 10-й маркизы Берланги (1698—1759), которая, в свою очередь, была дочерью Франсиско Тельес-Хирона, 6-го герцога Осуна (1678—1716). Договаривающиеся стороны получили разрешение на брак от папы римского и генерального викария Алькала-де-Энарес. Наконец, брак был отпразднован в домах герцога Уседа на улице Анча-де-Сан-Бернардо, и архидиакон Мануэль Перес де Гусман эль-Буэно, герцог Медина-Сидония, благословил их на свадьбу.
В этом браке было двое детей:
- Хосе Мария де ла Консепсьон Тельес-Хирон (2 марта 1754 — 15 октября 1771), 9-й маркиз де Пеньяфьель, умер молодым.
- Педро де Алькантара Тельес-Хирон-и-Пачеко (8 августа 1755 — 7 января 1807), сменивший его на посту 9-го герцога Осуна, 10-го маркиза Пеньяфьеля, 13-го графа Уреньи.